# Epigomphus paludosus
Epigomphus paludosus – gatunek ważki z rodziny gadziogłówkowatych (Gomphidae). Występuje na terenie Ameryki Południowej.